# A Matter of Attitude
A Matter of Attitude (англ. Значение отношений) — второй альбом датской хард-рок-группы Fate, выпущенный в декабре 1986 года лейблом EMI Records.

## Об альбоме
Стилистически A Matter of Attitude напоминает предыдущий альбом, но с более заметной остротой.
В нём преобладают плотные вокальными гармониями на фоне сильной ритм-секции, гитары и стремительного синтезатора. A Matter of Attitude был почти полностью хард-роковым, без мощных баллад, характерных для многих групп того времени.
«Won’t Stop» был первым синглом альбома, а также был выпущен в расширенной 12-дюймовой ремикс-версии.
Оригинальным завершением был «Do It», ироничный ретро-шаффл в стиле Луи Армстронга того типа, с которым в своё время экспериментировали Дэвид Йохансен из New York Dolls и Дэвид Ли Рот из Van Halen.
После полутора десятилетий неизданного альбома, в 2004 году он был переиздан на CD независимым лейблом MTM Classix. Переиздание включает тексты песен и буклеты, в том числе новый раздел благодарностей. Сборник заканчивается двумя новыми бонусными треками.
Первый, «Hardcore Romance», выполнен в более сыром стиле, без клавишных, преобладающих на протяжении всей оригинальной записи 80-х. Второй, «Memories of You», восполняет недостаток баллад в оригинальном списке треков, возвращая более тонкие клавишные и приглушенную гитару.

## Треклист
Примечания взяты из буклета к оригинальному альбому.
Слова и музыка всех песен — Пит Штейнер и Джефф Лимбо (*), если не указано иное.
| №  | Название                   | Автор(ы)        | Длительность |
| -- | -------------------------- | --------------- | ------------ |
| 1. | «Won't Stop»               |                 | 3:21         |
| 2. | «Hard as a Rock»           |                 | 3:47         |
| 3. | «I Can't Stand Losing You» |                 | 4:50         |
| 4. | «Point of No Return»       | *, Ханк Шерманн | 3:51         |
| 5. | «Hunter»                   | Шерманн, *      | 4:16         |

| №                   | Название            | Автор(ы)            | Длительность |
| ------------------- | ------------------- | ------------------- | ------------ |
| 6.                  | «Summerlove»        |                     | 4:00         |
| 7.                  | «Farrah»            | Шерманн, *          | 3:53         |
| 8.                  | «Get Up and Go»     | Шерманн             | 3:21         |
| 9.                  | «Limbo a Go Go»     |                     | 4:04         |
| 10.                 | «Do It»             |                     | 2:34         |
| Общая длительность: | Общая длительность: | Общая длительность: | 37:58        |

| №   | Название           | Длительность |
| --- | ------------------ | ------------ |
| 11. | «Hardcore Romance» |              |
| 12. | «Memories of You»  |              |

## Участники записи
Примечания взяты из буклета к оригинальному альбому.
Fate
- Джефф «Локс» Лимбо — ведущий вокал
- Ханк Шерманн — гитара
- Пит Штейнер — бас, клавишные
- Боб Лэнс — ударные

Приглашённые музыканты
- Кьетил Бьеркестранд — дополнительные клавишные
- Свейн Даг Хауге — дополнительная гитара
- Эгиль Элден, Франк Одаль, Лис Дэм — бэк-вокал

Производство
- Свейн Даг Хауге — продюсер
- Свер Эрик Хенриксен — инженер
- Ким Петерсен, Мортен Хеннингсен — ассистенты инженера